# Heliotropium arenicola
Heliotropium arenicola är en strävbladig växtart som beskrevs av K. H. Rechinger och Riedl. Heliotropium arenicola ingår i Heliotropsläktet som ingår i familjen strävbladiga växter. Inga underarter finns listade i Catalogue of Life.